# 選択触媒還元脱硝装置
選択触媒還元脱硝装置（せんたくしょくばいかんげんだっしょうそうち、英語: Selective catalytic reduction, SCR）とは、NOx とも言われる酸化窒素を、触媒により窒素分子N2と水H2Oに転換する。ガス状の還元剤、一般的には無水アンモニア/アンモニア水、もしくは尿素/尿素水が煙道ガスに加えられる。尿素を還元剤として用いたときには二酸化炭素CO2が発生する。
アンモニアを還元剤として用いるNOxの選択的触媒還元は、アメリカ合衆国のエンゲルハード社が1957年に特許を取得している。1960年代初期、SCR技術は日本とアメリカで開発が続けられ、その焦点は安価で信頼性の高い触媒に向けられていた。大容量のSCRは1978年に初めて石川島播磨重工業（現・IHI）により導入された。
商用の選択的還元システムは一般に大容量の事業用ボイラー、産業用ボイラー、都市ゴミボイラーに用いられ、NOx を70 - 95 %低減する。近年の適用においては、ガスタービンエンジン、ディーゼルエンジン、特に大排気量のディーゼル船、ディーゼル機関車、ディーゼルカー、ディーゼル自動車に用いられる。

## 化学反応
NOx還元反応はガスが触媒層を通り抜ける間に起こる。ガスが触媒層に入る前にアンモニアや尿素のような還元剤と混合する。選択的触媒反応プロセスにおける無水アンモニアもしくはアンモニア水を用いた 化学量論的化学反応式は
4NO + 4NH3 + O2 → 4N2 + 6H2O
2NO2 + 4NH3 + O2 → 3N2 + 6H2O
NO + NO2 + 2NH3 → 2N2 + 3H2O
副反応がいくつか起こる
2SO2 + O2 → 2SO3
2NH3 + SO3 + H2O → (NH4)2SO4
NH3 + SO3 + H2O → NH4HSO4
尿素を用いた場合：
4NO + 2(NH2)2CO +  O2 → 4N2 + 4H2O + 2CO2
理想的な反応温度は630-720 Kであるが、滞留時間を長くすることにより500-720 Kで運転できる。最低温度は燃料やガスの性状と触媒の形状による。他に還元剤となりえるものとしてシアヌル酸や硫酸アンモニウムが挙げられる。

## 触媒
SCR触媒は、様々なセラミックスや酸化チタンを担体として用いることにより作られる。活性触媒成分はバナジウム、モリブデンやタングステンのような卑金属酸化物、ゼオライトや貴金属である。触媒成分により利点、欠点がある。
卑金属触媒、バナジウムやタングステンは、高温での耐久性に欠けるが安価であり、事業用や産業用ボイラで見られるような温度範囲において問題なく運転されている。耐温度特性は自動車へのSCRの適用において特に重要である。この触媒は強制再生式ディーゼル微粒子捕集フィルター（DPF）に組み入れられる。これらの触媒はSO2をSO3に酸化しやすいことから、酸により激しく損傷する場合がある。
ゼオライト触媒は卑金属触媒に比べかなりの高温でも運用でき、温度900  Kでの連続運用、1120  Kまでの遷移状態での運用に耐える。ゼオライトはSO2を酸化させにくい特性をもつ。
鉄および銅担持ゼオライト尿素SCRが開発され、NO2成分が20 - 50 %の場合、バナジウム-尿素SCRとほぼ同等の性能を持つ。SCR触媒の形状として現在最も一般的な形状はハニカムと板である。通常のハニカム形状はセラミックの担体や基質をコーティングした均質なセラミックを押出成形した物である。触媒の種類と同様に形状による利点と欠点があり、板型はハニカム型に比べ低圧力損失で詰まりや汚れへの耐性も高いが大きく高価である。ハニカム型は板型に比べ小型化できるが、高圧力損失で詰まりやすい。波型（コルゲート型）は発電所への適用で約10%のシェアを持つにとどまっている。

## 還元剤
いろいろな還元剤がSCRに用いられている。これには無水のアンモニア、アンモニア水や尿素が含まれる。これら三つの還元剤すべては容易に大量入手可能である。
純粋な無水アンモニアは極めて毒性が高く、安全に貯蔵するのは難しいが、SCRを運転するためにそのまま利用可能である。大容量の工業向けSCRを運転する場合は特に好まれる。アンモニア水は使用する際、加水分解する必要があるが、貯蔵と輸送が無水アンモニアにくらべ比較的安全である。尿素は最も安全に貯蔵できるが、効果的な還元剤として使うためには、熱分解によるアンモニアへの転換が必要である。

## 適用限界
SCRシステムは通常運転時や問題が発生した際の汚れや詰まりへの感受性が高い。多くのSCRには処理するガスの汚れの蓄積による寿命がある。市場で優性を占める触媒は多孔質材料を用いている。SCR触媒の容姿を表す良い例として素焼鉢がある。多孔質とすることでNOxの還元に寄与する触媒の表面積を大きくできる。しかし孔は排出ガス中に含まれる様々な物質により詰まりやすい。触媒を詰まらせる物質の例として、微粒子、アンモニア硫黄化合物、硫化水素アンモニウム(ABS)やシリコン化合物である。多くの付着物はプラント運転中に炉用送風機などにより除去が可能である。定期点検中や出口温度を上げることにより清掃することもできる。SCRの性能についてさらに考慮すべき事項として触媒の反応性を阻害する触媒毒があり、NOxを還元できなくするばかりかアンモニアを酸化しNOxを生成する原因となることもある。これらの触媒毒にはハロゲン、アルカリ金属、ヒ素、リン、アンチモン、クロム、銅がある。
たいていのSCRは適切な性能を発揮するために調整が必要である。ガス流にアンモニアを適切に分散させたり、触媒内にガスが均一に分散されるように調整する。調整が適切でないと、触媒表面を効果的に利用できないために過剰なリークアンモニアを伴った非効率なNOx還元が起こる可能性がある。他に必要な調整としてすべてのプロセス条件において適切なアンモニア流量を決定することが挙げられる。アンモニア流量は通常ガス流やエンジン製作メーカの性能曲線（ガスタービンやレシプロエンジンの場合）から得られたNOx計測結果に基づき制御する。SCRシステムの適切な設計と調整のために、すべての運転条件を前もって知っておく必要がある。
リークアンモニアは、SCRを未反応で通過したアンモニアに対する工業的な用語である。これはガス流に過剰にアンモニアを注入したときや、排出ガス温度が反応には低すぎるとき、または触媒が劣化しているときに起こる。
SCRの大きな制約の一つに温度がある。ガスタービンやディーゼルエンジンの冷間始動時の排出ガス温度NOxは、いずれも還元反応を起こすには低すぎる。

## 発電所
発電所では、同じ原理により発電用・工業用ボイラの煙道ガスからのNOxの除去に用いられている。一般にSCRは火炉、エコノマイザ (節炭器) とエアヒータの間に設置されている。アンモニアはアンモニア注入グリッドをとおして触媒層に注入される。他へのSCRの適用と同様に、運転温度が重要である。発電プラントに用いられるSCR技術でもアンモニアリークが問題になる。
発電プラントにおいてNOx制御にSCRを用いる上で考慮すべき問題は、硫酸アンモニウムや硫酸水素アンモニウムが生成されることである。これは燃料中の硫黄含有量が影響し、煙道ガス中のSO2が触媒での副反応によりO2で酸化されてSO3が生成されるためである。
石炭焚ボイラでは、燃焼ガスに含まれるフライアッシュが触媒に付着することも問題となる。スートブロワやソニックホーンを用いたり、煙道設計を注意深く行うことで、触媒が詰まるのを避ける必要がある。SCR触媒の寿命は、石炭火力発電所ではおおむね16,000-40,000時間であるが、排ガス性状の影響が大きく、排ガスの性状がよいガス火力発電所では80,000時間に達することもある。

## SCRとEPA2010
アメリカ市場においては、2010年1月1日以降に製造されるディーゼルエンジンは、さらに厳しくなったNOx基準に適合しなければならない。
ナビスターインターナショナルとキャタピラーを除く高馬力エンジン(クラス7-8トラック)製造者は、すべてSCRを使用することによりこの日以降もエンジンを製造している。デトロイトディーゼル(DD13, DD15,およびDD16モデル)、カミンズ(ISX, ISL9, ISB6.7, and ISC8.3 line)、パッカーおよびボルボ/マック・トラックである。
これらのエンジンは、プロセスを有効にするためディーゼルエグゾーストフルード(DEF、尿素水)を定期的に添加する必要がある。DEFは、たいていのトラックショップで瓶の形で入手可能である。また、ディーゼル燃料の給油機の近くにDEF販売機が併設されていることもある。キャタピラーとナビスターは、アメリカ合衆国環境保護庁(EPA)基準に合致するために、強化排出ガス再循環(EEGR)を用いていた。2012年7月、ナビスターはマックスフォース15を生産中止にすることと、SCR技術を使うことを宣言した。
2012年に、50州すべての排出要求を満たしたSCRを装備するVWパサートは、TDIはクリーンディーゼル燃料で最も長い距離を走行する世界記録を達成した。

## 参考
1. 1 2 3 4  Steam: Its Generation and Uses.バブコック・アンド・ウィルコックス .
2. ↑  "Environmental Effects of Nitrogen Oxides". 電力研究学会（EPRI）（英語版）, 1989
3. 1 2  DOE presentation
4. ↑  VW Passat TDI Clean Diesel Vehicle Travels 1626 Miles on One Tank of Fuel with SCR system standard